# Osamu Shitara
 (février 2024).
Si vous disposez d'ouvrages ou d'articles de référence ou si vous connaissez des sites web de qualité traitant du thème abordé ici, merci de compléter l'article en donnant les références utiles à sa vérifiabilité et en les liant à la section « Notes et références ».
 (septembre 2022).
Osamu Shitara (設楽 統, Shitara Osamu, né le 23 avril 1973) est un humoriste (owarai tarento) japonais représenté par Horipro Com. Il est également animateur de télévision et de radio, comédien et doubleur.
Il fait partie du duo comique (konbi) Bananaman, créé en 1993 avec son partenaire Yūki Himura.
Dans le duo, il s'occupe d'écrire les sketchs et tient aussi bien le rôle du tsukkomi que celui du boke. (le duo n'a pas fixé les rôles)

## Biographie

### Avant ses débuts
Shitara est né à Minamo, dans le district de Chichibu (préfecture de Saitama), le 23 avril 1973. Il a un grand frère de 6 ans de plus et une sœur de 3 ans de plus.
Il fut délégué de classe et capitaine de l'équipe de baseball au collège. Une fois le lycée terminé en 1992, il devint employé d'une société du groupe Seibu, la Seibu Railway, spécialisée dans les chemins de fer privés. Il travailla pendant six mois comme employé de gare sur la ligne Seibu Ikebukuro, à la station Kotesashi. Il faisait régulièrement des annonces farfelues et des gags sans jamais être réprimandé par ses supérieurs, qui, au contraire, le trouvaient drôle et l'appréciaient. Dans l'émission Bananaman no Sekkaku Gurume (TBS), une femme le connaissant durant cette période fût invitée et révéla que Shitara était considéré comme un Ikemen Ekiin (un bel employé de gare) par les étudiants qui utilisaient la gare, et qu'il avait alors beaucoup de succès.
Il travaille ensuite comme employé dans un karaoké puis livreur de boissons alcoolisées pendant six mois.
Ce n'est que par la suite, avec l'aide d'un ami de son père, que Shitara entra dans le monde du rire (owarai sekai), en devenant le tsukibito (assistant) de Masayuki Watanabe, un célèbre comédien, humoriste et présentateur japonais.

### Le comique (owarai tarento)
En octobre 1993, une connaissance de Shitara l'invita à former une troupe comique et lui demanda de la rejoindre devant le fameux Studio Alta à Shinjuku, Tokyo. C'est à moment-là qu'il rencontre pour la première sont futur partenaire de duo comique Bananaman. Shitara et Himura abandonnèrent l'idée de former une troupe de quatre personnes après seulement deux répétitions et finiront par former leur propre duo comique.
Le 23 avril 1999, il épouse sa petite amie après sept ans de relation. Shitara aurait proposé de vivre ensemble pour ≪ Vivre dans un endroit avec une baignoire. ≫ et ≪ Pouvoir partager le loyer. ≫, ce à quoi sa petite amie aurait alors répondu ≪ Il va falloir qu'on fasse les choses bien alors. ≫ Shitara était alors très pauvre et ne possédait que quelques dizaines d'euros en poche.

## Carrière professionnelle

### Émissions de télévision
| Période        | Nom de l'émission                             | Chaîne             | Rôle         |
| -------------- | --------------------------------------------- | ------------------ | ------------ |
| Depuis 2012    | ノンストップ! (NON STOP!)                     | Fuji TV            | Présentateur |
| De 2007 à 2009 | むちゃぶり! (Muchaburi!)                      | TBS                | Voix-off     |
| De 2008 à 2009 | 美しき青木・ド・ナウ                          | TV Asahi           |              |
| De 2009 à 2010 | なんでもアリタっ!                             | goomo              |              |
| De 2009 à 2011 | シネ通!                                       | TV Tokyo           |              |
| De 2010 à 2016 | できた できた できた                          | NHK Educational TV | Voix-off     |
| De 2010 à 2011 | さきっちょ☆                                   | TV Asahi           |              |
| 2011           | ゴレンタン                                    | Fuji TV            |              |
| De 2011 à 2012 | Asian Ace                                     | TBS                | Présentateur |
| 2012           | チョイス (Choisu)                             | Fuji TV            |              |
| De 2013 à 2015 | 〜世界にひとつ〜ミラクルレシピ!               | TV Asahi           | Présentateur |
| De 2013 à 2016 | ザ・データマン 〜スポーツの真実は数字にあり〜 | NHK BS1            | Présentateur |
| De 2015 à 2022 | クレイジージャーニー                          | TBS                | Présentateur |
| 2016           | ドラマちっくニュース                          | Nippon Television  | Présentateur |
| De 2020 à 2021 | シタランドTV                                  | TV Asahi           | Présentateur |